# Arpeggio
Arpeggio er i musik hvor tonerne spilles op og ned efter hinanden i stedet for samtidig.
Opadgående arpeggio med en C-dur-akkordfølge (C, F, G, C) og i 6/8
Nedadgående arpeggio med samme akkordfølge
Op- og nedadgående arpeggio med samme akkordfølge
Albertibas i 4/4 med samme akkordfølge

## Eksempler
I begyndelsen af Ludwig van Beethovens første sats af Måneskinssonaten er der en opadgående arpeggio i klaverets højre hånd:
I Carl Nielsens Tågen Letter for harpe og tværfløjte fra skuespillet Moderen har harpen arpeggio i venstre og højre hånd.

## Eksterne link
- Arpeggio, Musikipedia.